# Adhezja

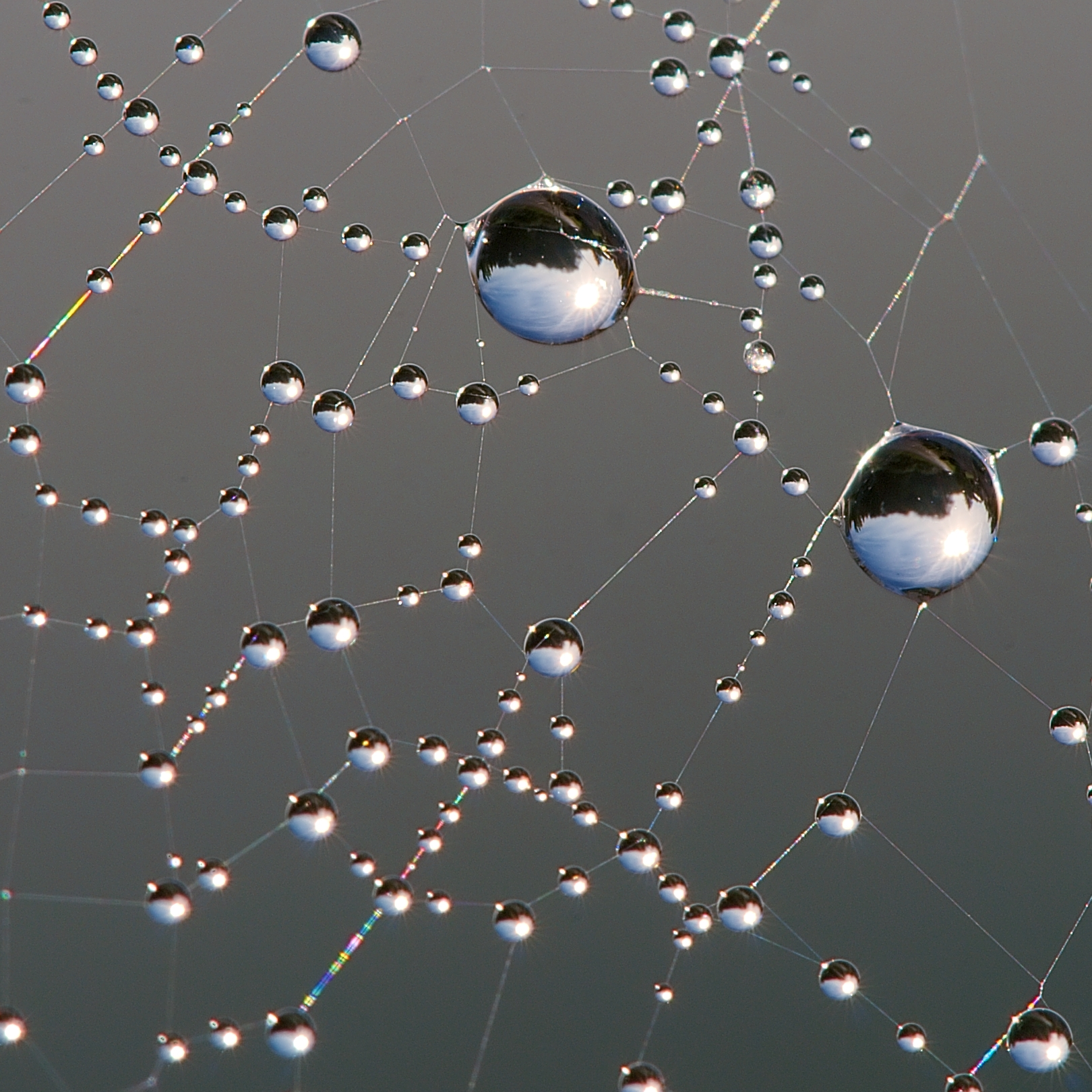
Oddziaływanie adhezyjne na przykładzie cząsteczek wody na pajęczynie

Adhezja (łac. adhaesio – przyleganie) – łączenie się ze sobą powierzchniowych warstw ciał fizycznych lub faz (stałych lub ciekłych).
Adhezji nie należy mylić z kohezją, gdyż kohezja jest zjawiskiem związanym z oddziaływaniami międzycząsteczkowymi występującymi wewnątrz ciała, podczas gdy adhezja dotyczy oddziaływań powierzchniowych.
Miarą adhezji jest praca przypadająca na jednostkę powierzchni, którą należy wykonać, aby rozłączyć stykające się ciała.

## Wyjaśnienie
Adhezja wynika z oddziaływań międzycząsteczkowych stykających się substancji. Granicznym przypadkiem odróżniającym adhezję od reakcji chemicznej jest powstanie w łączonej warstwie nietrwałych wiązań chemicznych.
Granica między adhezją i zjawiskami powierzchniowymi zachodzącymi pod wpływem tworzenia się wiązań chemicznych jest bardzo płynna. Np. trudno jest jednoznacznie rozróżnić "czystą adhezję" od adhezji na skutek tworzenia się słabych wiązań wodorowych, które są jednocześnie rodzajem wiązań chemicznych i oddziaływaniami międzycząsteczkowymi. W praktycznych badaniach inżynieryjnych (np. skuteczności działania klejów), przez adhezję rozumie się siłę połączenia dwóch warstw klejonego materiału bez wnikania w naturę oddziaływań powodujących powstanie trwałej spoiny.
Z makroskopowego punktu widzenia czystą adhezję opisuje się jako odwracalny termodynamiczny proces zachodzący w warstwie łączących się materiałów wynikający z różnicy napięć powierzchniowych na styku substancji.

## Występowanie i zastosowanie
Adhezja występuje m.in. przy klejeniu (kleje adhezyjne) i malowaniu, stosowaniu kartek i taśm przylepnych (folia adhezyjna). Zjawisko adhezji wykorzystywane jest przez niektóre zwierzęta do poruszania się po gładkich, pionowych powierzchniach lub liściach. W polskiej faunie adhezję wykorzystuje rzekotka drzewna (Hyla arborea). Posiada ona przylgi na palcach, których wilgotna powierzchnia łączy się z wilgotną powierzchnią liści. Przylgi te są elastyczne, więc mogą z łatwością dostosowywać się do kształtów powierzchni liścia.

## Rodzaje adhezji
Wyróżnia się adhezję właściwą i mechaniczną. Wg teorii fizyko-chemicznej adhezja właściwa jest wynikiem działania sił międzycząsteczkowych między np. cząsteczkami cieczy a powierzchnią ciała stałego, w zakresie mniejszym niż 1 μm. Dla adhezji mechanicznej zakłada się, że wytrzymałość złącza zależy od parametrów wytrzymałościowych cieczy lub ciała stałego, a nie od zjawisk zachodzących na granicy ciecz-ciało stałe. Adhezja jest tym mocniejsza, im większa jest penetracja powierzchni ciała stałego przez ciecz. Na penetrację wpływa lepkość cieczy. Im jest mniejsza, tym łatwiej ciecz wnika w nierówności powierzchni, co sprzyja powstaniu mocniejszego połączenia. Oprócz lepkości na penetrację powierzchni wpływ mają temperatura, ciśnienie, czas penetracji, kształt nierówności oraz ich głębokość.